# بیل هارپر
بیل هارپر (انگلیسی: Bill Harper; ۱۹ ژانویهٔ ۱۸۹۷ – ۱۲ آوریل ۱۹۸۹) فوتبالیست اهل بریتانیا بود.
از باشگاه‌هایی که در آن بازی کرده‌است می‌توان به باشگاه فوتبال آرسنال، و باشگاه فوتبال هیبرنین، باشگاه فوتبال پلیموث آرگیل، باشگاه فوتبال آرسنال، و تیم ملی فوتبال اسکاتلند اشاره کرد.
وی همچنین در تیم ملی فوتبال اسکاتلند بازی کرده‌است.